# Horace Parnell Tuttle
| Asteroidi scoperti: 2 |               |
| 66 Maja               | 9 aprile 1861 |
| 73 Klytia             | 7 aprile 1862 |

Horace Parnell Tuttle (Newfield, 24 marzo 1839 – Falls Church, 1º agosto 1923) è stato un astronomo statunitense, fratello di Charles Wesley Tuttle.
Ha scoperto o co-scoperto numerose comete, tra cui la 55P/Tempel-Tuttle, corpo progenitore dello sciame meteorico delle Leonidi e la 109P/Swift-Tuttle, corpo progenitore dello sciame meteorico delle Perseidi.
Altre comete periodiche che portano il suo nome sono la 8P/Tuttle e la 41P/Tuttle-Giacobini-Kresák. Tuttle ha anche scoperto 2 asteroidi.
L'asteroide 5036 Tuttle è stato così ribattezzato in suo onore.